# Enterogastrona
É um hormônio que participa no processo da digestão.
Enterogastrona é qualquer hormônio secretado pela mucosa do duodeno, entre eles a secretina e a colecistoquinina, que inibe a motilidade gástrica, além de inibir a liberação da bile e do suco pancreático e a liberação do íon bicarbonato, que alcaliniza o ph duodenal.A função da enterogastrona é estimular o esvaziamento gástrico pelo aumento dos movimentos peristálticos
Exemplos mais comuns:
- secretina
- colecistocinina
- peptídeo inibitório gástrico

De maneira oposta a enterogastronas, funciona a gastrina, por exemplo, que estimula a secreção de suco gástrico.